# Vivir de noche
Vivir de noche —título original; Live by Night— es una película de crimen estadounidense de 2016, dirigida y escrita por Ben Affleck, y basada en la novela homónima publicada por Dennis Lehane en 2012. La película está protagonizada por Ben Affleck, Sienna Miller, Chris Messina, Zoe Saldaña y Elle Fanning. El rodaje comenzó el 28 de octubre de 2015, en el estado de Georgia.

## Argumento
Ambientada en la década de 1920, la historia sigue a Joe Coughlin, el hijo pródigo de un capitán de la policía de Boston. Después de mudarse a la ciudad de Ybor, Coughlin se convierte en un contrabandista y, más tarde, en un gánster notorio.

## Reparto
- Ben Affleck es Joe Coughlin.
- Sienna Miller es Emma Gould.
- Chris Messina es Dion Bartolo.
- Zoe Saldaña es Graciella Suárez.
- Elle Fanning es Loretta Figgis.
- Brendan Gleeson es Thomas Coughlin.
- Anthony Michael Hall es Gary Smith.
- Chris Cooper es Irving Figgis.[3] es Irving Figgis.
- Max Casella es Digger Pescatore.
- Miguel Pimentel es Esteban.
- Remo Girone es Maso Pescatore.
- Robert Glenister es Albert White.
- Matthew Maher es R.D. Pruitt.
- Massi Furlan es Anthony Servidone.
- Titus Welliver es Tim Hickey.
- Clark Gregg es Calvin Bondurant.
- Chris Sullivan es Brendan Loomis.
- Anthony Michael Hall es Gary L. Smith.
- Derek Mears es Donnie Gishler.

## Producción
Warner Bros. está desarrollando una adaptación de una película con el director Ben Affleck, escribiendo, produciendo y protagonizando a Joe Coughlin, con Leonardo DiCaprio y Jennifer Davisson Killoran como productores. El 4 de septiembre de 2014, Sienna Miller, Zoe Saldaña y Elle Fanning se unieron al elenco de la película. El 9 de julio de 2015, Warner Bros. había dado luz verde a la película y comenzó la producción en noviembre de 2015. El 28 de agosto de 2015, se informó de que Chris Messina estaba en conversaciones para unirse a la película para interpretar a Don Bartolo, el mejor amigo y socio de Coughlin en el crimen. El 2 de noviembre de 2015, Miguel firmó para interpretar el papel de Esteban, hermano de Suárez. El 5 de noviembre de 2015, Max Casella fue llamado para la película para interpretar a Digger, el hijo demasiado agresivo de un jefe de la mafia. El 23 de noviembre de 2015, Anthony Michael Hall se unió a la película para interpretar a Gary Smith, un caballero sureño encargado de la distribución en el mercado del contrabando en Florida.

### Rodaje
De acuerdo con The New York Times, la producción comenzó a "principios" de 2015. La locación de la película tuvo lugar en Georgia. Luego, la filmación fue programada para comenzar en noviembre de 2015. Set de filmación se estaba construyendo en septiembre de 2015, en el centro de Brunswick, Georgia.
El rodaje de la película comenzó el 28 de octubre de 2015, en Georgia. A mediados de noviembre, el rodaje tuvo lugar en Lawrence, Massachusetts, así como en Boston, Massachusetts, el 20 de noviembre. A principios de diciembre de 2015, el rodaje comenzó en Los Ángeles, donde la grabación tuvo lugar en el Millennium Biltmore Hotel.

### Sets

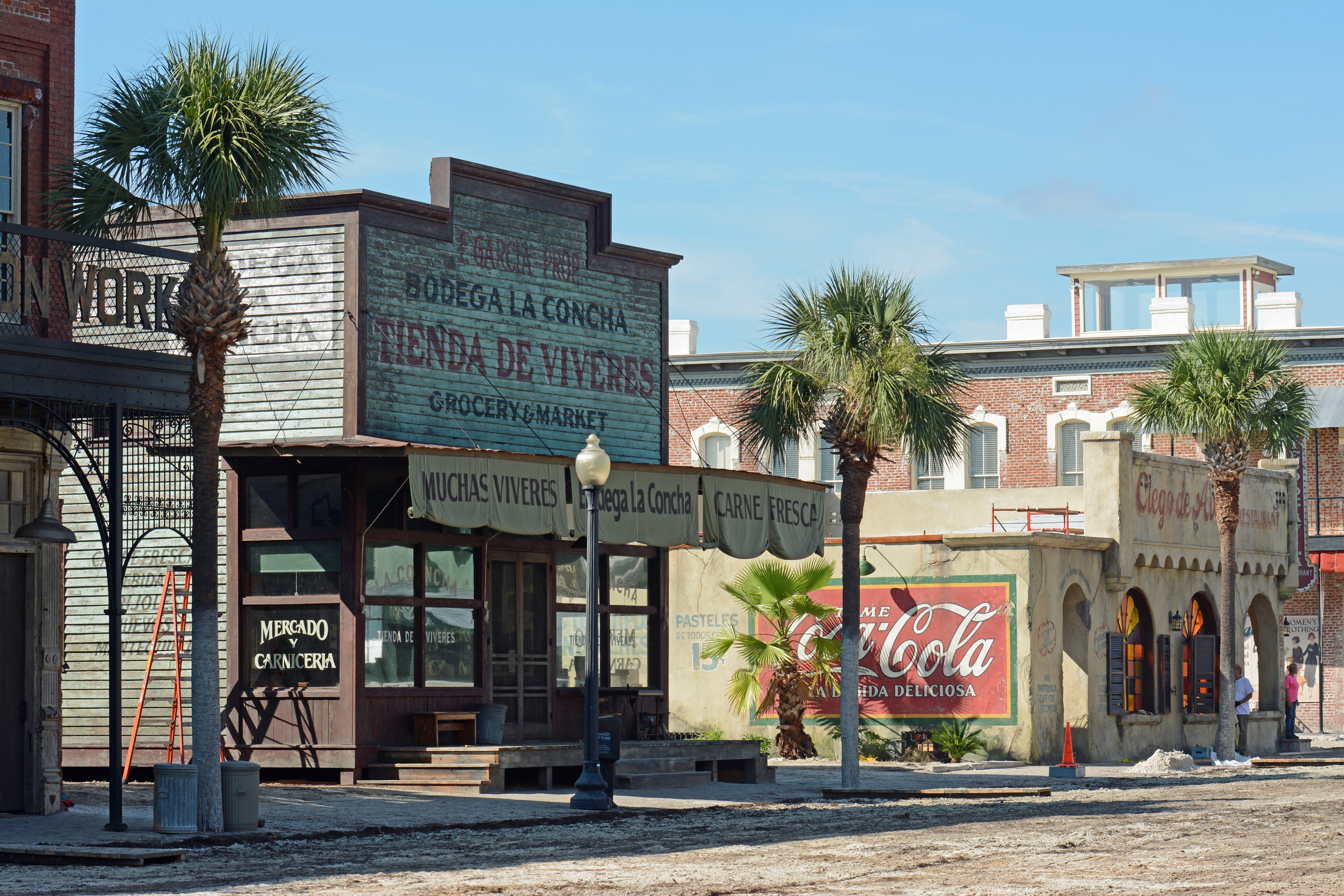
Set en Brunswick, Georgia
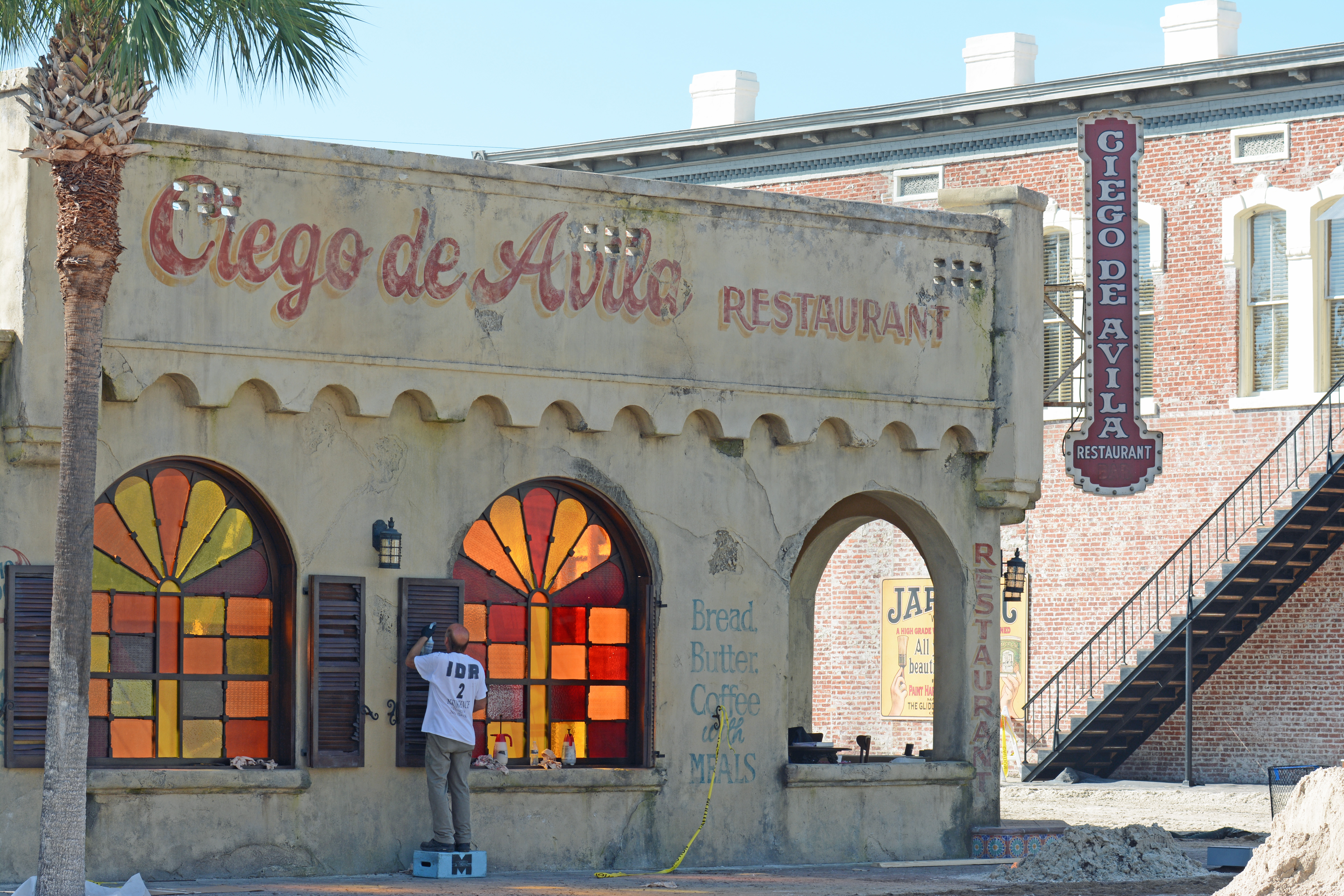
Set
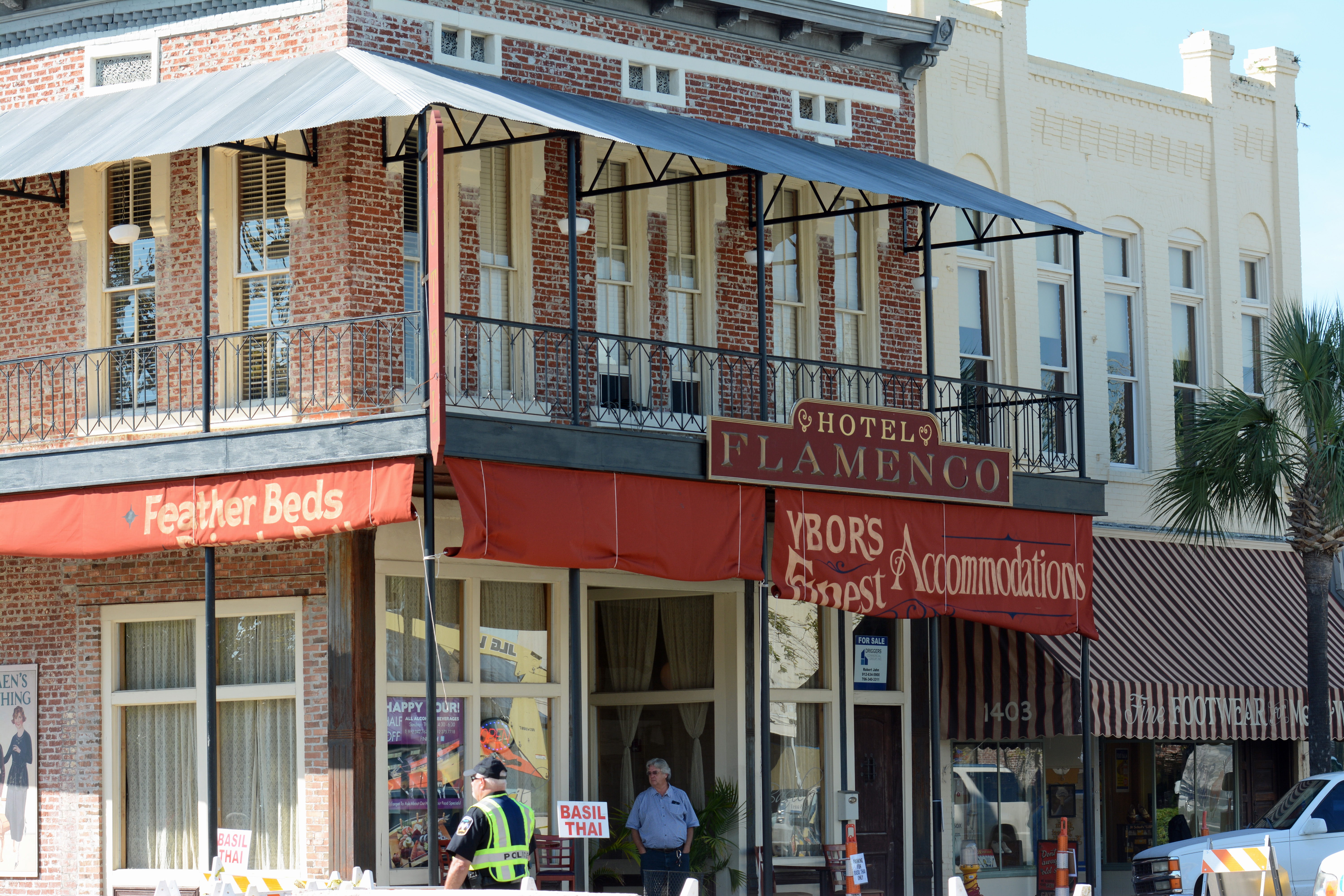
Set
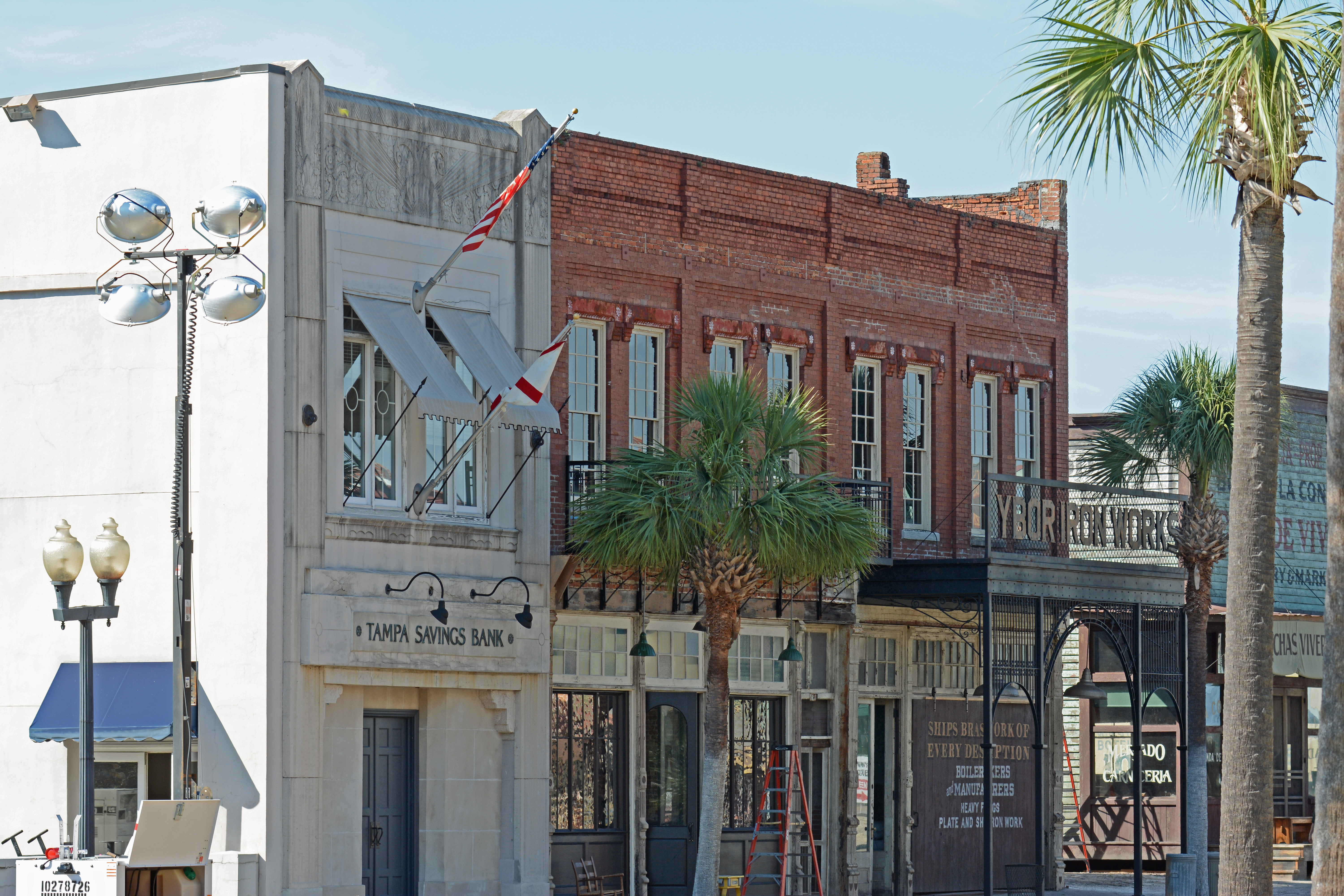
Set

## Estreno
El estudio cambió la fecha de estreno, la cual estaba programada para el 25 de diciembre de 2015, y la pasó al 7 de octubre de 2016.

## Premios y nominaciones
| Premio                                | Categoría                  | Nominados    | Resultado | Ref(s)        |
| ------------------------------------- | -------------------------- | ------------ | --------- | ------------- |
| Premios de la Crítica Cinematográfica | Mejor diseño de producción | Jess Gonchor | Nominado  | [ 20 ] [ 21 ] |